# Вельяминова, Людмила Алексеевна
Людмила Алексеевна Вельяминова (28 июля 1923 — 16 июля 2012, Омск) — советская театральная актриса, заслуженный артист РСФСР.

## Биография
Играла в театрах городов Тара, Абакан, Тюмень, Иркутск и Дзержинск. В начале 1950-х годов познакомилась с актёром Петром Вельяминовым, который переехал в Омск из Абакана. В 1953 году они поженились, у них родилась дочь Катя, но брак распался через несколько лет. В 1976—1984 годы была актрисой Омского ТЮЗа. В 1984 году ушла на пенсию.
Умерла 16 июля 2012 года в Омске на 89-м году жизни. Похоронена на Старо-Северном кладбище.

### Семья
- Муж — актёр Пётр Вельяминов (1926—2009), народный артист РСФСР. Поженились в 1953 году, но развелись через несколько лет. Это был первый брак Петра Вельяминова.
- Дочь — актриса Екатерина Вельяминова, заслуженная артистка России, играет в Омском ТЮЗе.

## Награды
- Заслуженный артист РСФСР (1975)

## Театральные работы
- «Кто этот Диззи Гиллеспи» —  бабушка Груня
- «Золушка» — фея
- «Анчутка» — бабушка
- «Репетитор» — бабушка
- «Салют динозаврам» — Анна Андреевна